# Podgórnaia Siniükha
Podgórnaia Siniükha - Подгорная Синюха (rus) - és una stanitsa del krai de Krasnodar, a Rússia. Es troba al Caucas Nord, a la vora del Màlaia Siniükha, tributari del Griaznuka Vtóraia, afluent del Labà, a 24 km a l'oest d'Otràdnaia i a 191 km al sud-est de Krasnodar.
Pertanyen a aquesta stanitsa el khútor de Soldàtskaia Balka i l'stanitsa de Spokóinaia Siniükha.

## Història
La localitat fou fundada el 1912 a partir d'un khútor de Podgórnaia anomenat Siniükha, establert el 1865. Després de l'expulsió i la derrota dels guàrdies blancs el 1920 per l'Exèrcit Roig s'hi establí el municipi com a part del raion d'Otràdnaia del territori d'Azov-Mar Negra. Entre el 934 i el 1962 va pertànyer al raion de Spokóinaia. Més endavant fou anomenat Podgornossiniukhinski. Abans del 1946 va rebre l'estatus de stanitsa. Fins a la dècada del 1950 hi havia cinc kolkhozs: Volna revoliütsi, Kràsnaia vixka, Peredovik, Gorni borets i Krasni mai. A partir d'aquella dècada van ser inclosos al kolkhoz Kalinin.